# Шульц, Эвальд Карлович
Э́вальд Ка́рлович Шульц (Эвальд Петер Готлиб фон Шульц, нем. Ewald Peter Gottlieb von Schultz 29 июня (16 июня) 1869, Ревель, Эстляндская губерния — 17 апреля 1941, Кировск, Мурманская область, СССР) — из дворян Эстляндской губернии Российской империи, евангелическо-лютеранского вероисповедания, офицер императорского военно-морского флота, капитан 1-го ранга.
Военный гидрограф, офицер штаба Ревельского отряда Отдельного корпуса пограничной стражи. Участник Первой мировой и Гражданской войн в России.
Лидер либерального крыла русской профашистской партии в буржуазной Эстонии. Жертва политических репрессий в СССР.

## Биография
Родился в семье статского советника, чиновника ревельской таможни Карла Богдановича фон Шульца (Carl Gottlieb von Schultz 1821, Reval) и его жены Эмилии ур. Клейн (Emmeline Charlotte Wilhelmine von Schultz geb. Klein 25.05.1826, Derpt). Подробная информация об отце Эвальда Шульца отсутствует, однако известно, что его дед Генрих Готлиб фон Шульц (Heinrich Gottlieb von Schultz 29.08.1794, Reval — 9.05.1828, Reval) после окончания Дерптского университета состоял штаб-лекарем при морском ведомстве. Работал хирургом в Ревельском морском госпитале и скончался в возрасте 34 лет, оставив о себе самую добрую память.
Начальное образование Эвальд Шульц получил в Ревеле. В возрасте тринадцати лет он был привезён в Петербург и 16 сентября 1882 года зачислен в Морское училище. Учёба продолжалась 6 лет. Своё тестовое плавание гардемарином перед окончанием училища Э. Шульц совершил в кампанию 1888 года на корвете «Скобелев» (б. корвет «Витязь»), имя которого прославил легендарный путешественник Н. Н. Миклухо-Маклай. Четырёхмесячный поход по Балтийскому морю закончился 14 сентября, а уже 22 сентября, успешно сдав экзамены, он был выпущен мичманом с назначением в распоряжение Ревельского флотского полуэкипажа Главного гидрографического управления.
Кампании 1889 и 1890 гг. Эвальд Карлович совершил в должности младшего штурмана и вахтенного начальника в плавании по Балтике на гидрографической шхуне «Секстан» под командованием капитанов 2-го ранга: С. П. Нелидова, а затем А. С. Загаранского-Киселя. Это было его перовое знакомство со шхуной, которой совсем недавно, в течение почти двадцати лет, командовал его дядя, капитан 1-го ранга Ф. Б. Шульц.
Вернувшись из плавания, в декабре 1890 года Э. К. Шульц был направлен в распоряжение командующего Балтийской крейсерской таможенной флотилии при Министерстве финансов Российской империи. В её составе в кампанию 1891 года Эвальд Карлович защищал морские рубежи России от контрабандистов в плавании на пограничном баркасе «Лебедь». В тот раз служба в таможенном ведомстве оказалась недолгой, и уже в январе 1892 года циркуляром Главного морского штаба Э. К. Шульц был возвращен в распоряжение Главного гидрографического управления и вновь назначен в Ревельский флотский полуэкипаж.
Эвальд Карлович вернулся на «Секстан», который к этому времени был переквалифицирован из шхуны в транспорт. Практически все кампании 1892—1900 гг. он проделал на этом судне, плавая в акватории Балтийского моря в должности вахтенного командира, младшего, а затем старшего штурмана. Его командирами были такие заслуженные офицеры, как будущие вице-адмирал Э. Н. Щенснович, и контр-адмирал — А. А. Мельницкий, капитаны 2-го ранга Мистулов Аслан-Мирза Асланбекович и Н. Ф. Юрьев. Основной заботой экипажа были гидрологические исследования в Финском и Рижском заливах. 6 декабря 1894 года здесь на «Секстане» Э. К Шульцу было присвоено звание лейтенанта, а двумя годами позже приказом по морскому ведомству от 20 января 1896 года присуждена квалификация штурмана 1-го класса.
Помимо «Секстана» в эти же годы Эвальд Карлович совершил несколько осенних походов в качестве штурмана на транспортах «Артельщик» (1893, 1895, 1898, 1899 гг.), «Компас» (1895 г.), «Самоед» (1899 г.). Одновременно в 1896 году он занимал должность делопроизводителя, а в 1899 году командира роты Ревельского флотского полуэкипажа.
В мае 1900 года Э. К. Шульц по личному заявлению, был переведен в Отдельный корпус пограничной стражи. Для достижения этой цели пришлось даже на три недели выйти в отставку. В соответствии с табелем о рганах воинское звание Эвальда Карловича было переквалифицировано в штаб-ротмистры с последующим присвоением звания ротмистра (6.12.1900) и он был назначен командиром таможенного баркаса «Нырок» в составе Аренбургской бригады Ревельского отряда пограничной стражи. В марте 1904 года ему было присвоено звание подполковника (в декабре переквалифицировано в капитаны 2-го ранга), а его «Нырок» был списан «за ветхостью». С сожалением о списании «Нырка» узнал и двоюродный брат Э. К. Шульца — капитан 2-го ранга М. Ф. Шульц, служба которого на флоте в далёком 1881 году начиналась именно на этом корабле.

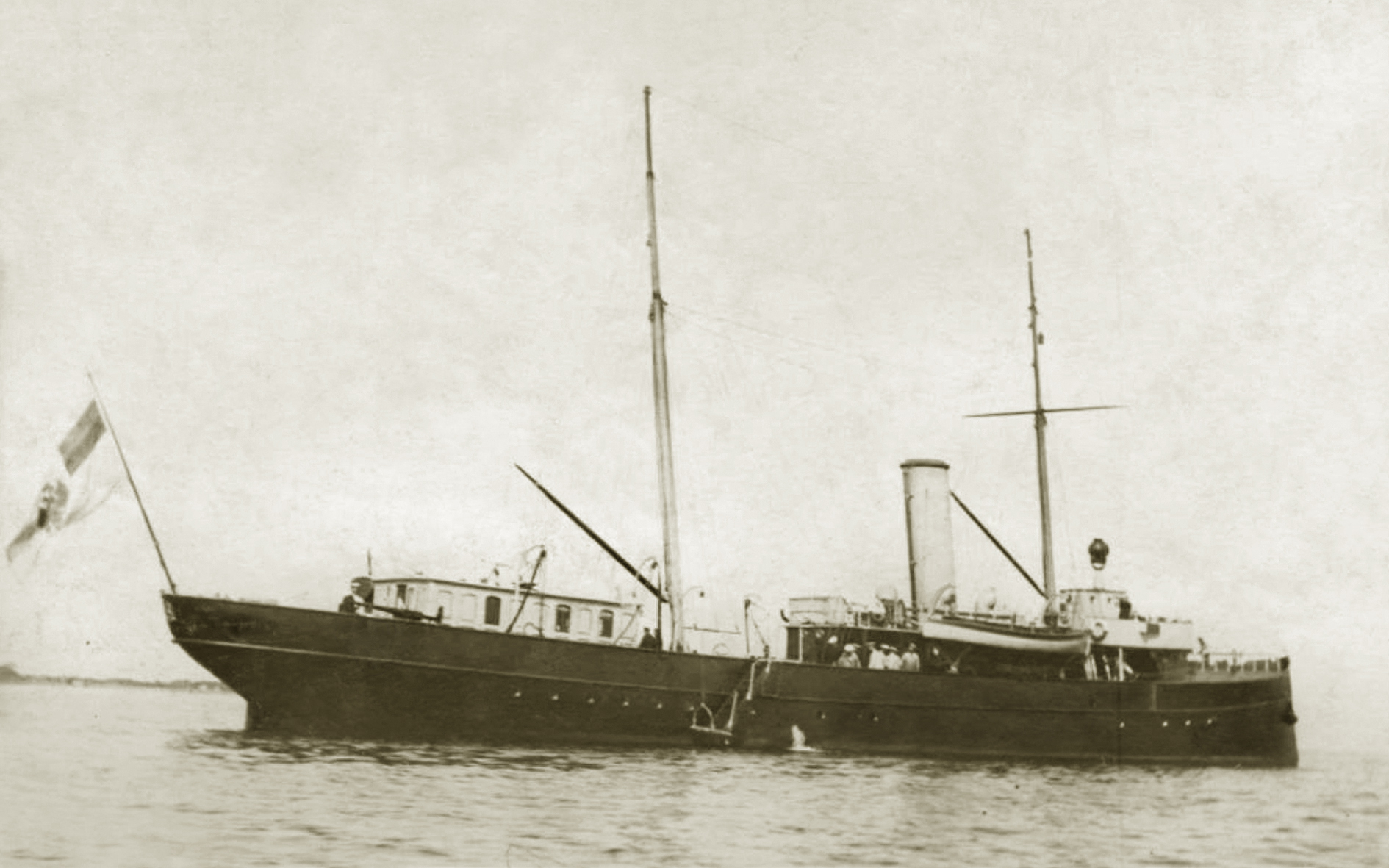
Крейсер «Беркут» или однотипный ему «Кондор» Отдельного корпуса пограничной стражи

В июле 1904 года Э. К. Шульц получил под своё командование только что вступивший в строй таможенный крейсер «Беркут». Вместе с однотипным ему крейсером «Кондор» он был построен на верфи в Бьёрнеборге (Финляндия) и считался самым совершенным в своём классе. Командиром «Беркута» Эвальд Карлович оставался до 1913 года, при этом 22 апреля 1907 года был произведен в капитаны 1-го ранга.
30 октября 1913 года Э, К. Шульц получил во временное командование 2-ю Ревельскую пограничную бригаду. Главным в её деятельности накануне Первой мировой войны стало пресечение разведывательной активности будущего противника. С началом войны, в августе 1914 года Эвальд Карлович был переведен в Петроград, в центральный аппарат Отдельного корпуса пограничной стражи. Он был назначен на должность офицера для поручений при командире корпуса генерале Н. А. Пыхачёве и в этом качестве командовал переквалифицированным в посыльное судно минным крейсером «Арабек».
Следующее назначение последовало весной 1915 года. 20 апреля Э. К. Шульц занял должность коменданта острова Аланд (Финляндия) на входе в Ботнический залив. Остров был важной составляющей строящейся Або-Аландской шхерной позиции, входящей в систему обороны Финского залива. Год спустя, в марте 1916 года Эвальд Карлович был назначен начальником отряда охраны водного пространства Кронштадтской крепости (флаг на транспорте «Океан», затем «Усть-Нарова»). Отряд оказался едва ли не главным оплотом большевизма на Балтийском флоте, что создавало значительные трудности в управлении соединением.

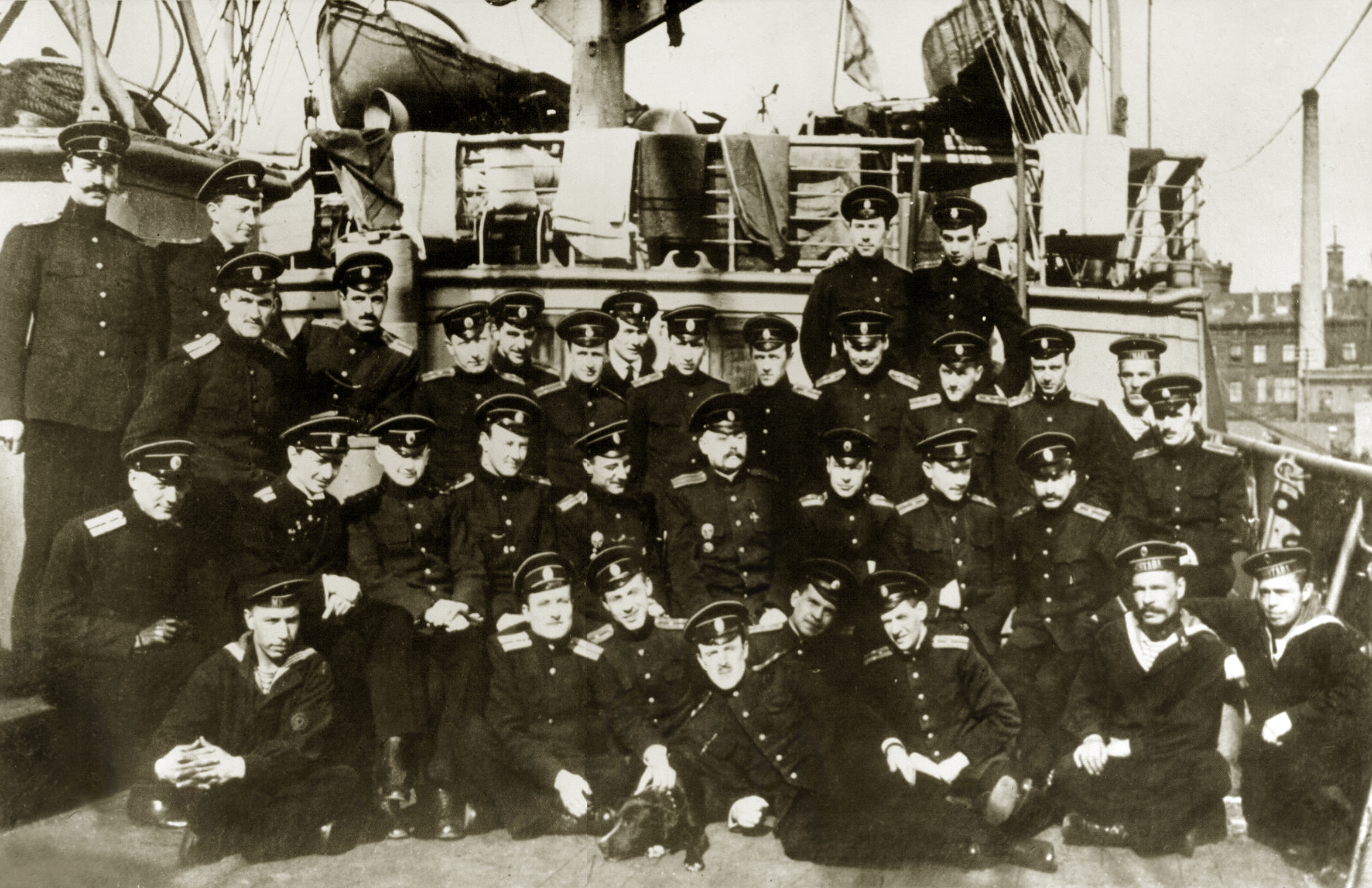
Э. К. Шульц (в центре) с выпуском временного Штурманского офицерского класса, март 1917 г. Гельсингфорс, транспорт «Митава»

Последнее назначение Э. К. Шульца в императорском флоте России последовало в октябре 1916 года, когда он занял должность начальника 1-го отряда Транспортной флотилии Морских сил Балтийского моря (приказ начальника МГШ № 336 от 17 октября 1916 г.). Основной базой Транспортной флотилии был Гельсингфорс. Свой брейд-вымпел Эвальд Карлович держал на транспорте «Митава», на котором, кроме выполнения основной задачи, с 1 декабря 1916 года до начала марта 1917 года велись занятия Временного Штурманского офицерского класса.
Здесь, в Гельсингфорсе в первых числах марта 1917 года в дни Февральской революции Эвальд Карлович оказался свидетелем гибели командующего флотом вице-адмирала А. И. Непенина и на собственном примере испытал агрессию взбунтовавшихся матросов, направленную против флотских офицеров немецкой национальности. В дни Октябрьского переворота Э. К. Шульц находился в Ревеле. При подходе к городу немецкой армии он отказался сотрудничать с большевиками и не участвовал в известном Ледовом походе, призванном спасти корабли Балтийского флота от интернирования противником. Добровольно оставшись в оккупированном Ревеле, приказом по Балтфлоту от 19 марта 1918 года он был исключен из списков как находящийся в плену.

### В независимой Эстонии
После объявления независимости Эстонии 24 февраля 1918 года и окончания в ноябре того же года германской оккупации 18 декабря 1918 года Э. К. Шульц стал одним из организаторов Ревельского отряда Русской самообороны Эстляндского края. Отряд, в составе которого Эвальд Карлович командовал строевой ротой, нёс патрульную службу в Ревеле до своего роспуска летом 1919 года. Вслед за этим, в июне-июле Э. К. Шульц командовал Офицерским партизанским отрядом, действовавшим в тылу Красной армии в Ингрии. С образованием на территории Псковской губернии Северо-Западной армии генерала Н. Н. Юденича был назначен начальником речных и озерных флотилий белых.
После ликвидации Северо-Западной армии Э. К. Шульц, имевший эстонское гражданство оказался одним из немногих российских офицеров, кто в чине капитана (один из высших чинов республики) был зачислен в резерв Военно-морских сил Эстонии. В этом качестве Эвальд Карлович был инициатором создания Кассы взаимопомощи моряков. В 1925 году он вышел в отставку по возрасту.
В те же годы, в возрасте пятидесяти лет Э. К. Шульц занялся активной политической деятельностью. С ноября 1918 года он состоял членом Временного Русского совета в Эстонии, возглавляемого князем С. П. Мансыревым. Совет имел откровенно правый толк, не пользовался большой популярностью среди русской эмиграции в стране и был расформирован в 1920 году. В том же году Эвальд Карлович оказался одним из организаторов Русского Национального союза Эстонии, где в 1926 году был избран товарищем председателя и заведующим административным отделом. Союз преследовал цель защищать интересы Русского меньшинства в Эстонии, однако из-за политических разногласий в руководстве Э. К. Шульц в 1930 году вышел из его состава.
В том же 1930 году он организовал русский политический кружок крайне правого (профашистского) толка. В сравнении с другими аналогичными группами, кружок Шульца занимался преимущественно «теорией» и слыл относительно либеральным. Он выступал против антисемитизма, но ратовал за идеологическое сближение Германии и Советского Союза. В своей брошюре 1932 года, в которой, по существу, не было ничего специфически фашистского Э. К. Шульц обозначил программу своей группы следующим образом: 

«…изменение политики и государственного устройства в СССР путем применения программы национал-социализма Германии в рамках интернационализма, благодаря чему с изменением государственного строя в СССР была бы полная возможность сблизить Россию с Германией и, как результат, в Европе образовался бы гегемон, который диктовал бы и оказывал решительное влияние на мировую политику» — Шульц Эвальд Индивидуалисты всех стран объединяйтесь -Ревель, 1932
Тесные связи прослеживались между организацией Э. К. Шульца и националистическим движением «Эстонский союз участников Освободительной войны» («вапсы»).

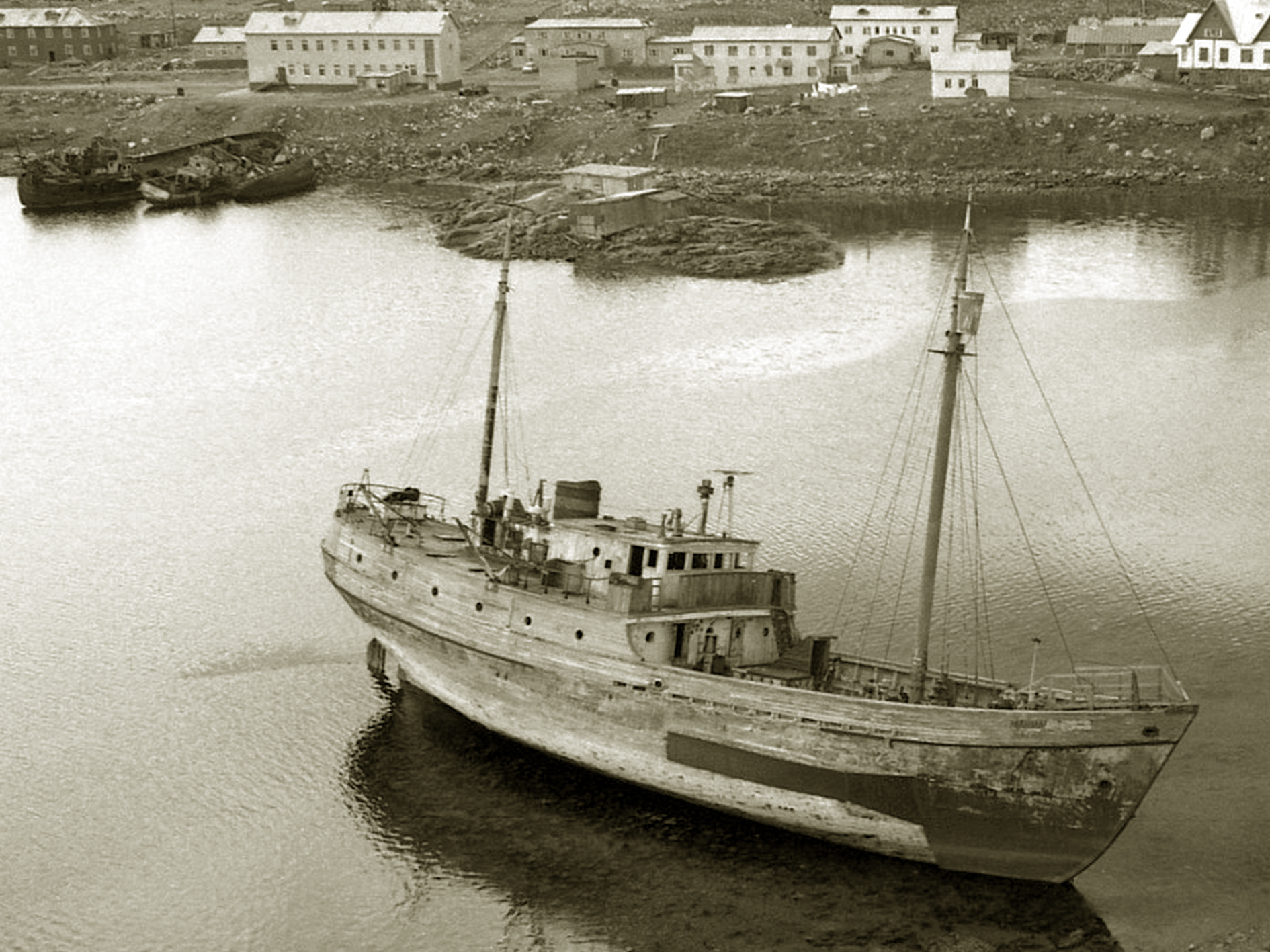
По стечению обстоятельств, шхуна «Секстан» (после 1918 г. переименована «Sekstant» и существенно перестроена), на которой Э. К. Шульц проплавал 10, а его дядя Ф. Б. Шульц — 20 лет, окончила свой век рядом с домом Эвальда Карловича у берегов о. Нарген

У себя дома на острове Нарген в 1933 году Э. К. Шульц организовал издание газеты «Новый свет» (вышел всего один номер и тот был конфискован) и тогда же вошёл в состав газеты «Свет и крест». В том же 1933 году Г. Г. Кромелем была создана русская фашистская организация Эстонии наподобие Русского национал-социалистического движения (РОНД) в Германии. Состояла она из трех групп, одной из которых и оказался бывший кружок Э. К. Шульца. С целью легализации организации осенью 1933 года Г. Г. Кромель, Э. К. Шульц и А. В. Чернявский разработали отвлекающий устав организации которую назвали «Русский меньшинственный народный союз». В уставе был скрыт фашистский характер объединения и утверждалось, что Союз создается «…с целью защиты культурных, политических и экономических интересов русского национального меньшинства в Эстонской республике». Он был официально зарегистрирован 30 ноября 1933 года, однако учредительное собрание не проводилось. Союз так и не приступил к деятельности, что, возможно, было связано с разгром родственного движения вапсов в начале 1934 года.
Сведений о том, чтобы Э. К. Шульц занимался активной политической деятельностью после 1933 года, то есть в период расцвета нацизма в Германии, обнаружить не удалось.

### Арест и гибель
В соответствии с секретным протоколом пакта Молотова — Риббентропа 6 августа 1940 года Эстония была включена в состав СССР. Предшествовала аннексии массовая репатриация прибалтийских немцев в Германию. Возможно, наблюдая определённое сближение СССР и Германии, Э. К. Шульц увидел в этом реализацию собственных идей и остался в Эстонии. Он был арестован 27 октября 1940 года у себя дома на острове Нарген, успев лишь уничтожить списки Кассы взаимопомощи моряков. Следствие велось в Ленинграде, и Военным трибуналом Ленинградского военного округа семидесятилетний Э. К. Шульц был приговорён к 10 годам исправительно-трудовых работ. Эвальд Карлович содержался в тюрьме Кировска Мурманской области, где 17 февраля 1941 года его дело было пересмотрено. По статье 58 УК РСФСР (пункт 4: «Контакты с иностранным государством в „контрреволюционных целях“…» и пункт 10: «Пропаганда или агитация, содержащие призыв к свержению, подрыву или ослаблению Советской власти или к совершению отдельных контрреволюционных преступлений…») он был приговорен к расстрелу. Приговор был приведен в исполнение в Кировске через 2 месяца, 17 апреля 1941 года.

## Семья
- Жена: Анастасия Дмитриевна ур. Храмцова (1876 — февраль 1942) — окончила Стебутовские высшие женские сельскохозяйственные курсы. Научный сотрудник Ленинградской областной сельскохозяйственной станции, преподаватель Ленинградского сельскохозяйственного института. Погибла от голода во время блокады Ленинграда;
- Сын: Гай Эвальдович Шульц (7.11.1897, Ревель — 2.08.1981, Ленинград) — специалист в области физиологии растений, доктор биологических наук, один из создателей и руководителей советской фенологической школы;
  - Внук: Юлий Гаевич Шульц (1924, Ленинград — июль 1942) — погиб от голода во время блокады Ленинграда;
  - Внук: Лев Гаевич Шульц (1927, Ленинград — 1996, Ленинград) — инженер-конструктор Ленинградского НИИ Морфизприбор;
    - Правнучка: Ольга Львовна Охмуш (1960 г. р.);
- Сын: Кир Эвальдович Шульц (15.01.1901 — 1948, Иыхве, ЭССР) — выпускник школы К. Мая[20]. Инженер-геодезист. Погиб в автокатастрофе;
- Второй брак в Ревеле Э. К. Шульц заключил после развода с первой женой, последовавшего в 1915 году. Имя его жены в этом браке установить не удалось.

Среди ближайших родственников Э. К. Шульца было немало морских офицеров:
- Контр-адмирал Фёдор Богданович фон Шульц (1820—1880) — дядя, родной брат отца;
- Капитан 2-го ранга Вильгельм Фёдорович фон Шульц (1852—1891) — двоюродный брат, сын Ф. Б. Шульца;
- Вице-адмирал Максимилиан Фёдорович фон Шульц (1862—1919) — двоюродный брат, сын Ф. Б. Шульца;
- Капитан 2-го ранга Константин Фёдорович фон Шульц (1864—1904) — двоюродный брат, сын Ф. Б. Шульца;
- Вице-адмирал Людвиг Бернгардович фон Кербер (1863—1919) — муж двоюродной сестры Ольги Фёдоровны — дочери Ф. Б. Шульца.

## Награды
- Орден Святого Станислава 3-й степени (1895);
- Серебряная медаль «В память царствования императора Александра III» (1896);
- Темно-бронзовая медаль на ленте цветов Государственного флага «За труды по проведению первой всероссийской переписи населения 1897 года» (1897);
- Орден Святой Анны 3-й степени (1899);
- Орден Святого Владимира 4-й степени с бантом с надписью «За двадцать безупречно проведенных в офицерских чинах кампаний» (1907);
- Орден Святой Анны 2-й степени (1911);
- Светло-бронзовая медаль «В память 300-летия царствования дома Романовых» (1913).

Сведений, о наградах, полученных Э. К. Шульцем после начала Первой мировой войны обнаружить не удалось.

## Адреса в Петербурге
Тот, сравнительно недолгий период, который Э. К. Шульц с семьёй проживал в Петрограде, он снимал квартиру в доме купца Ф. И. Кирикова (Мытнинская набережная, д. 5), где издавна селились морские офицеры. Дом известен тем, что после революции в нём располагалось общежитие Ленинградского университета им. Жданова.
После развода, бывшая жена Эвальда Карловича — Анастасия Дмитриевна — с 1916 года проживала на Васильевском острове, в доме 16 по 15-й линии, которая с 1918 по 1944 годы носила имя Веры Слуцкой. В этом доме она и скончалась во время блокады.
В 30-е годы семья сына — Гая Эвальдовича Шульца поселилась в доме 62 по Лесному проспекту. В те же годы в доме напротив (№ 61) проживала семья его троюродного брата В. Л. Корвин-Кербера. Их сыновья Юлий и Павел 1924 г.р. посещали одну школу и, возможно, даже учились в одном классе, не догадываясь о своём родстве (в этой же школе № 104 преподавала жена Г. Э. Шульца Прасковья Васильевна Махль). Оба юноши погибли в 1942 году в блокадном Ленинграде от истощения.